# Fuori corso (singolo)
Fuori corso è un singolo del gruppo musicale Il Pagante, pubblicato il 24 marzo 2017 e ultimo estratto dall'album in studio Entro in pass.

## Descrizione
La canzone viene pubblicata come traccia numero sei del primo album in studio della band, Entro in pass, messo in commercio il 16 settembre 2016 e presentato nei successivi tour. L'8 marzo 2017 viene annunciata l'uscita del videoclip di Fuori corso che avviene il 24 dello stesso mese. Il video viene realizzato all'Università degli Studi di Milano per le riprese interne e alla Università commerciale Luigi Bocconi per le esterne. Nella clip appaiono Baby K, Elena Morali, Shade e Niccolò Torrielli e alcuni partecipanti della prima edizione del docu-reality Riccanza, tra cui Farid Shalbaf Shirvani, Nicolò Federico Ferrari, Cristel Isabel Marcon e Anna Fongaro.
Il brano, scritto da Eddy Veerus, Walter Ferrari e Giuseppe Panzera, tratta del mondo universitario e ha come tema centrale lo studente fuori corso. La canzone viene presentata durante la programmazione di Music Monday nella puntata del 3 aprile 2017.
Fuori corso debutta alla posizione ottantanove nel giorno della pubblicazione del primo disco del trio, raggiungendo la massima posizione numero settantanove nel giorno della messa in commercio come singolo, su iTunes Charts.

## Accoglienza
Secondo Luca Aveta per il sito allmusicitalia.it: "Il brano fa riflettere l’ascoltatore su parte della cultura universitaria italiana, per la quale spesso gli studenti vivono in un limbo incantato in cui non sono incentivati o motivati a finire velocemente il proprio percorso di studi per entrare nel mondo del lavoro".

## Tracce
1. Fuori corso – 3:34 (Cremona, Ferrari, Panzera)

## Formazione

### Gruppo
- Roberta Branchini - voce
- Federica Napoli - voce
- Eddy Veerus - voce

### Produzione
- Sissa, Aris Giavelli - produzione